# Izbica Kujawska osada (gromada)
Izbica Kujawska (osada) (także Izbica Kujawska I) – dawna gromada, czyli najmniejsza jednostka podziału terytorialnego Polskiej Rzeczypospolitej Ludowej w latach 1954–1972.
Gromady, z gromadzkimi radami narodowymi (GRN) jako organami władzy najniższego stopnia na wsi, funkcjonowały od reformy reorganizującej administrację wiejską przeprowadzonej jesienią 1954 do momentu ich zniesienia z dniem 1 stycznia 1973, tym samym wypierając organizację gminną w latach 1954–1972.
Gromadę Izbica Kujawska z siedzibą GRN w Izbicy Kujawskiej (wówczas wsi, nie wchodzącej w skład gromady) utworzono – jako jedną z 8759 gromad na obszarze Polski – w powiecie kolskim w woj. poznańskim, na mocy uchwały nr 24/54 WRN w Poznaniu z dnia 5 października 1954. W skład jednostki weszły obszary dotychczasowych gromad Izbica Kujawska, Zagrodnica i Zagrodnica-Kolonia ze zniesionej gminy Izbica Kujawska w tymże powiecie. Dla gromady ustalono 27 członków gromadzkiej rady narodowej.
Gromadę Izbica Kujawska (osada) zniesiono 1 stycznia 1958 w związku z nadaniem jej statusu osiedla. 1 stycznia 1973 Izbica Kujawska odzyskała utracone w 1870 roku prawa miejskie. 1 stycznia 1973 w powiecie kolskim reaktywowano zniesioną w 1954 roku gminę Izbica Kujawska, ze wspólną radą narodową dla miasta i gminy Izbica Kujawska.  1 lutego 1991 obie jednostki połączono. Od 1999 gmina Izbica Kujawska należy do powiatu włocławskiego w woj. kujawsko-pomorskim.